# Deilenaar

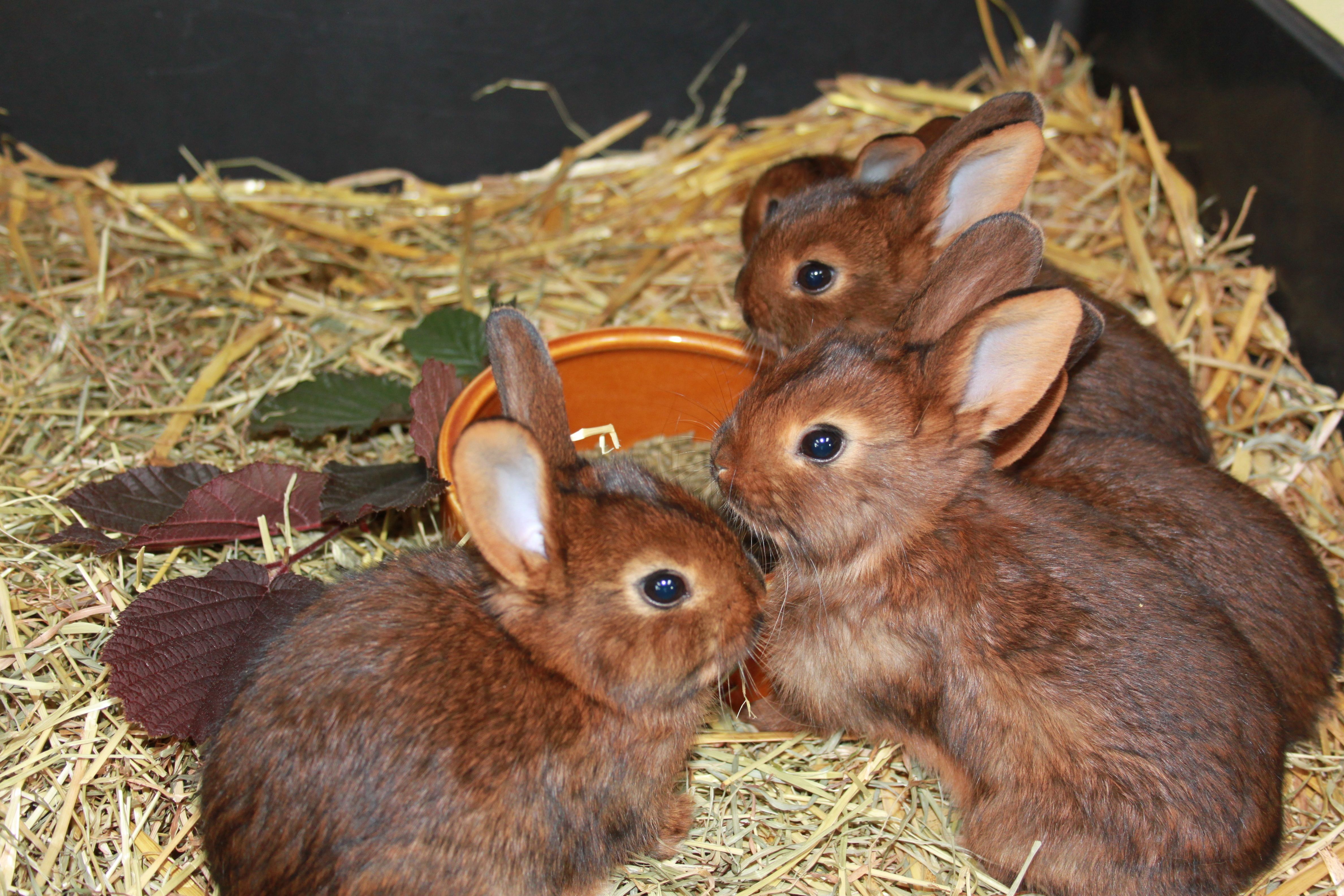
Kleine Deilenaar Kaninchen

Das Deilenaar ist eine kleine Kaninchenrasse mit 2,75 bis 3,25 kg Gewicht.

## Aussehen
Beim Deilenaar handelt es sich um ein wildfarbiges Tier, dessen Fell durch die Wirkung des Gelbverstärkers eine rotbraune Färbung erhält. Die dunklen Grannenhaare geben dem Fell eine flockige Schattierung. Der Bauch soll gelb bis lohfarbig sein, die Ohrenränder sind kräftig schwarz. Die Blumenoberseite ist dunkel. Die Tiere sind kurz und gedrungen, Brust und Becken sind breit, der Rumpf walzenförmig. Das Deilenaar steht auf kräftigen, mittellangen Läufen.
Die Erbformel kann wahrscheinlich mit
ABCDGy(1..3) (Deutsche Symbolik) bzw. ABCDE (Englische Symbolik)
angegeben werden.

## Geschichte der Rasse
Das Deilenaar wurde von G.W.A. Ridderhof aus hasenfarbigen Riesenkaninchen und Lohkaninchen um 1930 herausgezüchtet und nach seiner Heimatstadt Deil in den Niederlanden benannt (Deilenaar niederländisch „Deilener“). Die Rasse wurde 1940 in den Niederlanden anerkannt, wurde jedoch durch den Zweiten Weltkrieg in ihrer Entwicklung stark behindert. In der Bundesrepublik Deutschland wurde die Rasse 1975 anerkannt. In die DDR gelangte die Rasse teilweise auf abenteuerlichen Wegen, teilweise erfolgte auch eine Neuzüchtung unter Verwendung von Kleinchinchilla, Sachsengold und Lohkaninchen. Die Vorstellung als Neuzüchtung erfolgte hier 1985.
Sandford gibt als Ausgangsrassen für das Deilenaar Hasenkaninchen, Chinchillakaninchen und Rote Neuseeländer an, was aufgrund des Größenrahmens der Rasse eher unwahrscheinlich ist. Die Zulassung als Rasse in Großbritannien erfolgte nach seinen Angaben in den späten 1980er Jahren.

## Ähnliche Rassen
Ähnliche Fellfarben zeigen das Hasenkaninchen in seinem ursprünglichen Farbschlag und die Kastanienbraunen Lothringer oder „Brun Marron de Lorrain“. Die Kastanienbraunen Lothringer sind mit 2,2–2,4 kg etwas kleiner als das Deilenaar und zeigen eine geringere Wirkung des Gelbverstärkers. So ist deren Deckfarbe kastanienbraun und die Farbe der Unterseite ist strohgelb bis weiß.